# Софія Ковалевська (фільм, 1985)
«Софія Ковалевська» (рос. «Софья Ковалевская») — трисерійний радянський телефільм 1985 року, знятий за мотивами біографії Софії Ковалевської.

## Сюжет
Сюжетом фільму послужила біографія російського математика Софії Ковалевської (1850—1891). Саме вона стала першою жінкою членом-кореспондентом, що представляла Петербурзьку Академію Наук, а також першою в світі жінкою — професором математики. Специфіка фільму ґрунтується на спогадах подорослішалої дочки Софії і Володимира Ковалевського, Софії (в сімейному колі — Фуфа). Саме вона через роки після смерті матері намагалася розібратися з її дійсною сутністю. Фільм демонструє, що Софія Ковалевська була не тільки математиком і громадським діячем, але і особистістю, життя якої було сповнене усілякими подіями і труднощами.

## У ролях
- Олена Сафонова —  Софія Ковалевська
- Аристарх Ліванов —  Максим Ковалевський
- Володимир Летенков —  Володимир Ковалевський
- Наталія Сайко —  Юлія Лермонтова
- Альгімантас Масюліс —  Карл Вейєрштрасс
- Лембіт Ульфсак —  Леффлер
- Олександр Філіппенко —  Федір Михайлович Достоєвський
- Олена Соловей —  Анна Корвін-Круковська (Жаклар)
- Юрій Соломін —  Великий князь
- Петро Шелохонов —  академік Іван Сєченов
- Івар Калниньш —  Віктор Жаклар
- Вайва Віда Майнеліте —  Шарлотта
- Олена Аржанік —  Фуфа, дочка Ковалевської
- Микола Лавров —  Лихачов
- Станіслав Ландграф —  Жансен
- Микола Крюков —  генерал Корвін-Круковський, батько Софії

## Знімальна група
- Автори сценарію: Дмитро Васіліу, Борис Добродєєв
- Режисер: Аян Шахмалієва
- Оператор-постановник: Сергій Юриздицький
- Художник-постановник: Георгій Карпачов
- Композитор: Ісаак Шварц